# Worachai Surinsirirat
Worachai Surinsirirat (en tailandés: วรชัย สุรินทร์ศิริรัฐ; Provincia de Surin, Tailandia, 26 de marzo de 1973) es un exfutbolista y entrenador de fútbol tailandés que jugaba en la posición de centrocampista.

## Carrera

### Club
| Periodo   | Club            | Apariciones | Goles |
| --------- | --------------- | ----------- | ----- |
| 1994-2000 | Raj-Vithi FC    | 98          | 10    |
| 2000–2008 | BEC Tero Sasana | 167         | 14    |
| 2009      | Chula United FC | 22          | 0     |

### Selección nacional
Jugó para Tailandia en 24 ocasiones de 2001 a 2005 y anotó dos goles; participó en la Copa Asiática 2004.

### Entrenador
| Periodo   | Club           |
| --------- | -------------- |
| 2013–2015 | BBCU FC        |
| 2017      | BBCU FC        |
| 2018–2019 | Thai Honda FC  |
| 2020      | Sisaket FC     |
| 2021      | Uthai Thani FC |

## Logros
- Liga de Tailandia (2): 2000, 2001-02
- Copa de Tailandia (1): 2000
- Copa Kor Royal (1): 2001-02